# EXIN
Exclusivas Industriales Sociedad Anónima (Exin) fue una compañía juguetera española. Apareció en el año 1951, fundada en Barcelona por Ramón Carroggio Socías, fabricando inicialmente utensilios de plástico, pequeños electrodomésticos y juguetes.
Como le sucediera a otras empresas en ese momento, la demanda no permitía su dedicación exclusiva a la fabricación de juguetes. No obstante, con el paso de los años su actividad acabó centrándose únicamente en la producción de juguetes. Su fábrica principal se encontraba en la calle Roger de Flor (Barcelona).
Exin cerró sus puertas en el año 1993. 
Nota de prensa del periódico "El Pais" de 29 de marzo de 1989:
"La empresa fabricante de juguetes Exín Lines Bros y su filial Model Iber han presentado expediente de suspensión de pagos con unas deudas totales de 3.057 millones de pesetas. En la solicitud, el grupo alega como causas de sus dificultades económicas la estacionalidad de las ventas, la importación de juguetes de los países asiáticos y el aumento de las devoluciones. El ejercicio de 1988 se cerró con unas ventas de 3.830 millones y unas pérdidas de 200 millones de pesetas. Los principales acreedores de Exín son varias entidades bancarias, a las que debe un total de 2.000 millones de pesetas, y diversos proveedores."
A finales de los noventa y hasta 2005, la empresa española Popular de Juguetes volvió a fabricar algunos de los productos más exitosos de Exin, entre ellos Exin Castillos y Exinwest.

Logo de Exclusivas Industriales Sociedad Anónima (Exin), últimos años.

## Productos
Sus juguetes más famosos fueron:
- Madelman: figuras de acción creadas conjuntamente con Industrias Plásticas Madel (Manufacturas Delgado).[1]
- Cinexin: proyector de cine infantil.[2]
- Exinwest: juego de construcción basado en escenas del oeste americano. En vez de usarse únicamente ladrillos sueltos, los edificios estaban formados por paneles prefabricadas con apariencia de madera.
- Exin Castillos: juego de construcción de Piezas/Blocks para la construcción de castillos medievales.
- Historex Elastolin: Figuras a escala de 4cm de la marca alemana ideal para jugar con Exin Castillos.
- Tente: juego de construcción de ladrillos de plástico español parecido al LEGO.[3] Fue comprada por Borrás Plana en 1993.
- Scalextric: juego de coches eléctricos en miniatura.[4]
- Exin Basket y Exin Gol: pistas de baloncesto y fútbol respectivamente donde una bola de poliestireno era impulsada por chorros de aire que salían del suelo al accionar grandes pulsadores con mecanismos neumáticos.
- Fabricante en España de Meccano.
- IBERTREN: trenes eléctricos a escala N (1/160) y a escala HO (1/86), con amplio catálogo que incluía cajas de iniciación y múltiples accesorios.
- IBERAMA: sistema de construcción por FASES de maquetas para trenes eléctricos a escalas N y HO.
- TRENEX: equipos de tren eléctrico infantil.